# Keith Murdoch (rugbysta)
Keith Murdoch (ur. 9 września 1943 w Dunedin, zm. 30 marca 2018 w Australii) – nowozelandzki rugbysta grający na pozycji filara młyna, reprezentant kraju.
Związany był z lokalnym klubem Zingari-Richmond RFC. Od 1964 roku reprezentował region Otago, w którego barwach wystąpił 43 razy, po jednym sezonie grał też dla Hawke’s Bay i Auckland zaliczając odpowiednio sześć i dwa występy. Reprezentował zespół Wyspy Południowej i sześciokrotnie brał udział w sprawdzianach nowozelandzkiej kadry. Z All Blacks udał się na tournée do Południowej Afryki w 1970 roku oraz na Wyspy Brytyjskie dwa lata później. Łącznie zatem w latach 1970–1972 zagrał w dwudziestu siedmiu spotkaniach reprezentacji, w tym w trzech testmeczach.
W grudniu 1972 roku w zwycięskim meczu z Walią zdobył przyłożenie, zaś po nim – pod naciskiem brytyjskiej prasy – został odesłany do kraju po bójce z pracownikiem ochrony hotelu. Został tym samym pierwszym zawodnikiem All Blacks wydalonym z kadry za złe zachowanie poza boiskiem. Nie dotarł jednak wówczas do Nowej Zelandii, zamiast tego trafiając na australijski Outback, gdzie spędził większość późniejszego życia imając się pracy budowlanej lub na farmach hodowlanych. Unikał także rozgłosu i dziennikarzy, jednak Margot McRae po spotkaniu z nim napisała sztukę o jego życiu – Finding Murdoch.